# Rhizoproctus aspersus
Rhizoproctus aspersus är en skalbaggsart som beskrevs av Gilbert John Arrow 1943. Rhizoproctus aspersus ingår i släktet Rhizoproctus och familjen Melolonthidae. Inga underarter finns listade i Catalogue of Life.